# Station Szepietowo
Station Szepietowo is een spoorwegstation in de Poolse plaats Szepietowo, gelegen in het district Wysokomazowiecki van het woiwodschap Podlachië in Polen.  

## Ligging en infrastructuur
Het station bevindt zich aan de spoorlijn 6, die loopt van Zielonka naar Kuźnica Białostocka, nabij de grens met Wit-Rusland. De passagiersfaciliteiten omvatten drie perrons:
- Perron 1: een zijperron van 145 meter lang.
- Perrons 2 en 3: eilandperrons van elk 293 meter lang.

Toegang tot perron 2 is mogelijk via oversteekplaatsen vanaf perron 1 of via een loopbrug nabij het westelijke uiteinde langs de Przemysłowa-straat. Perron 3 is bereikbaar via oversteekplaatsen vanaf perron 2.

## Stationsgebouw
Het stationsgebouw, daterend uit 1864, bevindt zich tussen de perrons en de Mazowiecka-straat, onderdeel van de nationale weg nr. 66. 

### Modernisering
In juni 2020 ondertekende PKP Polskie Linie Kolejowe een contract voor de modernisering van het traject Czyżew–Białystok, onderdeel van het Rail Baltica-project. Deze werkzaamheden omvatten verbeteringen aan station Szepietowo, waaronder de bouw van nieuwe perrons, tunnels en parkeerfaciliteiten.
Op 22 december 2021 werd het gemoderniseerde station officieel geopend voor reizigers, waardoor de inwoners van het district Wysokomazowiecki toegang kregen tot een veilige en comfortabele spoorweginfrastructuur.

### Verbindingen
Station Szepietowo bedient zowel passagiers- als goederentreinen. Er zijn directe verbindingen met onder andere Warschau en Białystok. De reistijd naar Warschau bedraagt ongeveer 1 uur en 20 minuten.